# Marc Verbeeck
Marc Verbeeck (17 maart 1964 – 21 juni 2018) was een Belgisch muzikant.

## Levensloop
Verbeeck was actief als zanger/bassist bij Zyklome A en Ear Damage.
Hij was de oudere broer van Showbizz Bart.
Na een langdurige ziekte besloot hij op 21 juni 2018 uit het leven te stappen.

## Discografie
- Zyklome A & Moral Demolion - Zyklome A & Moral Demolion Split[3] (1983)
- Zyklome A - Made In Belgium[4] (1984)
- Ear Damage - Progress of Humanity[5] (1987)
- Ear Damage - The Hangover of Loneliness[6] (1989)
- Zyklome A - Noise & Distortion[7] (1997)